# Alpinia novae-hiberniae
Alpinia novae-hiberniae är en enhjärtbladig växtart som beskrevs av Brian Laurence Burtt och Rosemary Margaret Smith. Alpinia novae-hiberniae ingår i släktet Alpinia och familjen Zingiberaceae. Inga underarter finns listade i Catalogue of Life.